# Borkowo (powiat kartuski)
Borkowo (dodatkowa nazwa w języku kaszub. Bòrkòwò, niem. Borkau) – wieś kaszubska w Polsce położona w województwie pomorskim, w powiecie kartuskim, w gminie Żukowo przy drodze wojewódzkiej nr 211 i na turystycznym Szlaku Kartuskim.
Wschodnim obrzeżem Borkowa przebiega trasa magistrali węglowej (Maksymilianowo – Kościerzyna – Gdynia), w miejscowości znajduje się przystanek kolejowy Borkowo. Transport publiczny jest obsługiwany przez PKS oraz komunikację miejską Trójmiasta i Kartuz.
W latach 1975–1998 miejscowość należała administracyjnie do województwa gdańskiego.
Integralna część Borkowa nosi nazwę Rutki.

## Nazwa miejscowości
Pierwsza wzmianka o miejscowości, z czasów krzyżackich, z roku 1385 Borkow, wyraźnie wskazuje na formę Borkowo. Niemcy też tylko zmienili końcówkę -owo, na bliższą ich systemowi językowemu końcówkę -au. Robili tak regularnie przy takich przyrostkach, tworząc w tym przypadku formę Borkau. Jest to nazwa dzierżawcza pochodząca od imienia Borek, jakie nosił pierwotny właściciel i założyciel wsi.

## Historia miejscowości
Borkowo Szlacheckie co najmniej od 1648 r. było własnością Borkowskich, którzy od nazwy tej wsi wzięli swe nazwisko. Miejscowi Borkowscy nosili przydomek Bronk, będący kaszubskim zdrobnieniem od imienia Bronisław.
Jeszcze w 1892 r. istniało urzędowe rozróżnienie wsi na Borkowo Królewskie i Borkowo Szlacheckie. Obie miejscowości miały łącznie 188 mieszkańców, 126 Kaszubów katolików i 62 Niemców (3 katolików i 59 ewangelików).
W 1913 r. była w Borkowie gorzelnia i mleczarnia, prowadzone przez miejscowego posiadacza ziemskiego Eduarda Dirksena.